# Никола Калинић (кошаркаш)
Никола Калинић (Суботица, 8. новембар 1991) српски је кошаркаш. Игра на позицијама крила и крилног центра, а тренутно наступа зa Црвену звезду. Син је бившег југословенског стонотенисера Зорана Калинића.

## Клупска каријера

### Почеци
Калинић је сениорску каријеру почео у Спартаку из родне Суботице. Сезону 2010/11. је провео у екипи Новог Сада, да би затим две године играо за Војводину Србијагас. 
У екипи Војводине је током сезоне 2012/13. наступио на 16 утакмица Суперлиге Србије, по утакмици је бележио десет поена, четири скока, две асистенције, 25 минута у игри (просечни индекс корисности 11,3). Укључујући Кошаркашку лигу Србије, за Новосађане је одиграо 42 утакмице.
У јулу 2013. је потписао једногодишњи уговор са Радничким из Крагујевца. У дресу Радничког је током сезоне 2013/14. у АБА лиги просечно бележио 6,4 поена и 4 скока, док је у Еврокупу имао просек од 10,2 поена и 3,5 скокова по мечу. 

### Црвена звезда
У јулу 2014. потписао је трогодишњи уговор са Црвеном звездом.
Током сезоне 2014/15. у Евролиги, Калинић је на 24 меча бележио 9,2 поена, 3,9 скокова и две асистенције. Са процентом шута за три поена од 35,5 одсто био је најбољи у екипи која је стигла до Топ 16 фазе елитног такмичења. На гостовању против Галатасараја у првој фази убацио је 21 поен (тројке 3/5), што је његов тадашњи лични рекорд у најквалитетнијем клупском такмичењу на Старом континенту.
Са 12,3 поена у просеку био је најбољи стрелац тима у освајању Купа Радивоја Кораћа у Нишу. У финалу против Мега Лекса (80:74) забележио је 17 поена, пет скокова, по две асистенције и украдене лопте.
У лигашком делу Јадранске лиге 2014/15, Црвена звезда је заузела прво место са скором 24-2, а Калинић је бележио 9,8 поена у просеку уз четири скока. У полуфиналној серији плеј-офа против Партизана пружио је запажене партије. У трећој утакмици забележио је 25 поена, осам скокова, две блокаде (шут за два 6/7, тројке 3/3) и водио екипу ка тријумфу од 95:85. Серија је добијена са 3-1, а Калинић је у четири утакмице погодио 10 тројки из 15 покушаја. Са истим скором добијена је и финална серија против Цедевите, а Калинић је у плеј-офу остварио учинак од 11,6 поена, 4,5 скокова, 1,8 асистенција, 1,38 украдених лопти и 1,25 блокада по утакмици.
Црвена звезда је освојила прво место у лигашком делу Суперлиге Србије уз Калинићев просек од девет поена, 3,4 скока, 1,9 асистенција и 1,54 украдене лопте. У плеј-офу је забележио 24 поена у реваншу полуфинала против Меге (90:89), а затим је у другој утакмици финала против Партизана донео тријумф екипи у завршници скоком и поготком после Митровићевог промашаја са линије слободних бацања за 72:69. На том мечу је забележио 12 поена, девет скокова и шест украдених лопти. Црвена звезда је славила са максималних 3:0 у финалној серији, чиме је без пораза стигла до титуле шампиона Србије, прве након 17 година. Калинић је у доигравању са просеком од 12,4 поена заједно са Цирбесом био најбољи стрелац, а уз то је имао и 5,4 скока и 1,40 украдених лопти.

### Иностранство
Дана 31. јула 2015. потврђене су вишенедељне спекулације о преласку Николе Калинића у Фенербахче. Будући да је Калинић био под важећим уговором, Звезда је од Фенера добила обештећење у износу од чак милион евра, чиме је ово постао највреднији трансфер у историји клуба са Малог Калемегдана.
Калинић је у екипи Фенербахчеа провео наредних пет сезона. Учествовао је у освајању Евролиге у сезони 2016/17. Поред тога је два пута изгубио у финалу овог такмичења (2015/16, 2017/18). У домаћим такмичењима је освојио три титуле првака Турске, као и три трофеја у Купу и два у Суперкупу Турске.
У јулу 2020. је потписао једногодишњи уговор са шпанском Валенсијом.

## Репрезентација
Са млађим селекцијама државног тима 2013. године је освојио сребро на Медитеранским играма и бронзу на Универзијади.
За сениорску репрезентацију Србије дебитовао је на Европском првенству 2013. године у Словенији. Тадашњи селектор Душан Ивковић га је уврстио на шири списак, што је за многе било изненађење. Ипак, радом и добрим партијама успео је да се пробије у 12 играча који су наступали у Словенији. Иако није био главна опција у нападу, због одличне одбране проводио је на паркету преко 20 минута по мечу.
Наредне године на Светском првенству у Шпанији био је још запаженији. Ушао је у прву петорку, а нарочито се истакао у утакмици осмине финала против Грчке када је постигао 12 поена и имао два спектакуларна закуцавања. Једно од њих је изабрано за најбоље закуцавање, као и други најбољи потез читавог првенства на којем је репрезентација Србије освојила сребрну медаљу. И у финалу против САД је имао веома запажену улогу - за два шутирао је перфектних 7/7 и укупно постигао 18 поена, тако да је уз Немању Бјелицу био најефикаснији српски играч у том сусрету. Шампионат је завршио са просечним учинком од 7,2 поена и 1,9 скокова по мечу, а имао је најбоље проценте шута за два (76%, 19/25) и три поена (62,5%, 5/8) у српском тиму.
Са репрезентацијом је играо и на Европском првенству 2015. где је освојено четврто место. Наредне 2016. године је био део састава који је освојио сребрну медаљу на Олимпијским играма у Рију. Због повреде је пропустио Европско првенство 2017. Одлуком селектора Ђорђевића није се нашао на коначном списку играча за Светско првенство 2019. у Кини.

## Успеси

### Клупски
- Црвена звезда:
  - Првенство Србије (2): 2014/15, 2021/22.
  - Јадранска лига (2): 2014/15, 2021/22.
  - Куп Радивоја Кораћа (3): 2015, 2022, 2025.

- Фенербахче:
  - Евролига (1): 2016/17.
  - Првенство Турске (3): 2015/16, 2016/17, 2017/18.
  - Куп Турске (3): 2016, 2019, 2020.
  - Суперкуп Турске (2): 2016, 2017.

### Репрезентативни
- Универзијада:  2013.
- Медитеранске игре:  2013.
- Светско првенство:  2014.
- Олимпијске игре:  2016.

### Поједначни
- Најкориснији играч Јадранске лиге (1): 2021/22.
- Идеална стартна петорка Јадранске лиге (1): 2021/22.

## Статистика
Напомена: Евролига није једино такмичење у којем је играч учествовао, играо је и у домаћим такмичењима

### Евролига
| Сезона    | Екипа         | ОУ | СУ | МПУ  | ПШ%  | 3П%  | СБ%  | СПУ | АПУ | УПУ | БПУ | ППУ | ИПУ |
| --------- | ------------- | -- | -- | ---- | ---- | ---- | ---- | --- | --- | --- | --- | --- | --- |
| 2014/15.  | Црвена звезда | 24 | 10 | 26,0 | 42,9 | 35,5 | 62,7 | 3,9 | 2,0 | 0,8 | 0,2 | 9,2 | 9,1 |
| 2015/16.  | Фенербахче    | 29 | 13 | 18,9 | 43,4 | 24,2 | 71,1 | 3,3 | 1,2 | 0,4 | 0,2 | 4,6 | 5,4 |
| 2016/17.† | Фенербахче    | 33 | 20 | 24,0 | 48,2 | 34,7 | 83,7 | 3,1 | 1,5 | 0,8 | 0,3 | 7,5 | 8,3 |
| Каријера  |               | 86 | 43 | 22,8 | 45,1 | 32,9 | 70,5 | 3,4 | 1,5 | 0,7 | 0,3 | 7,0 | 7,9 |

## Остало
Никола потиче из спортске породице. Његов отац Зоран је некадашњи репрезентативац у стоном тенису, а мајка Драгица (девојачко Тошић) је бивша одбојкашица. Николин старији брат Урош је ватерполиста, а сестра Мина се такође бавила одбојком.
У детињству је задобио ударац чија је последица видљива промена на вилици, која није могла да се среди хируршким путем. Ипак, он не осећа никакав бол.